# Meerwasserfreibad Harlesiel
Koordinaten: 53° 42′ 33″ N, 7° 48′ 31″ O

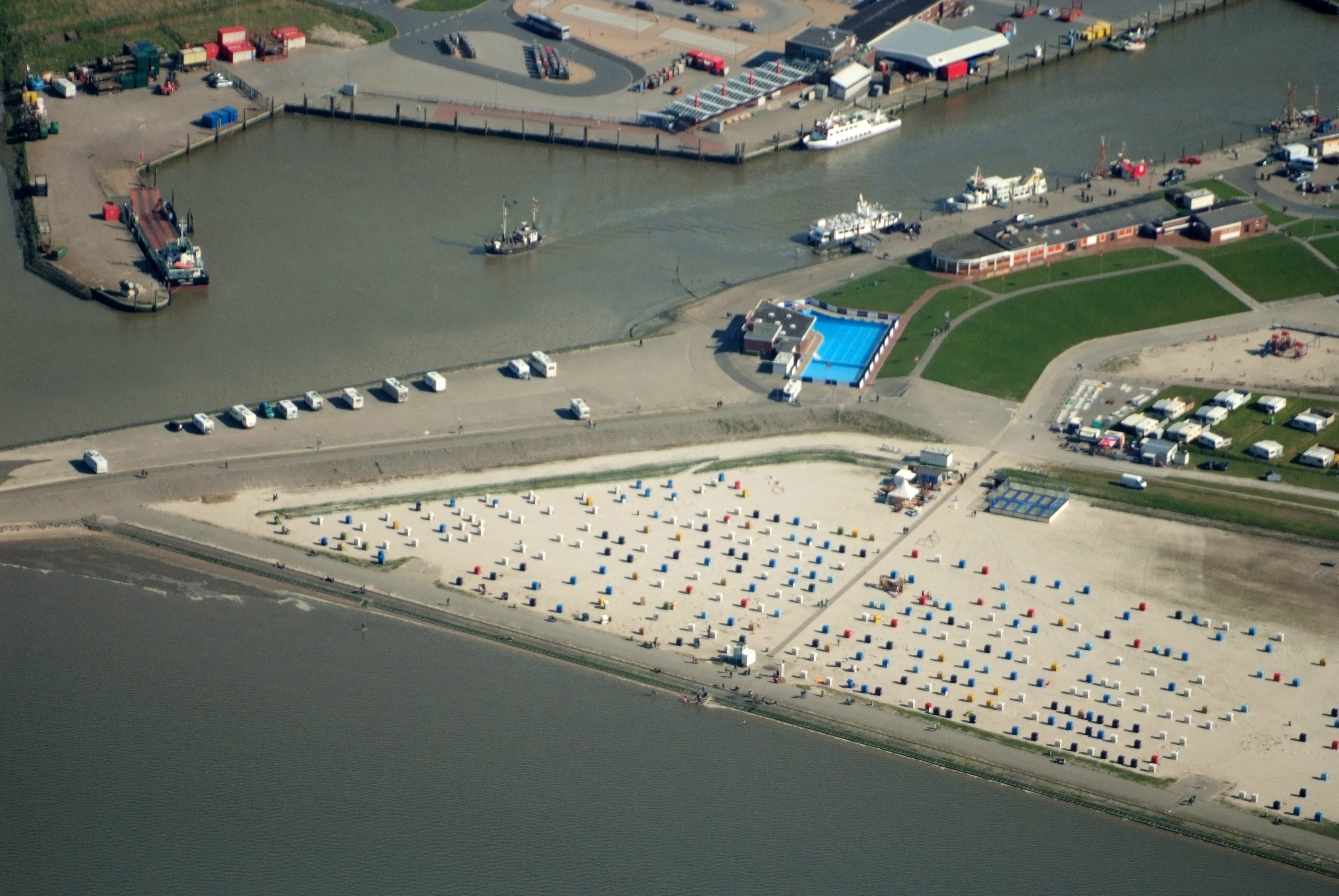
Lage des Meeresfreibades Harlesiel

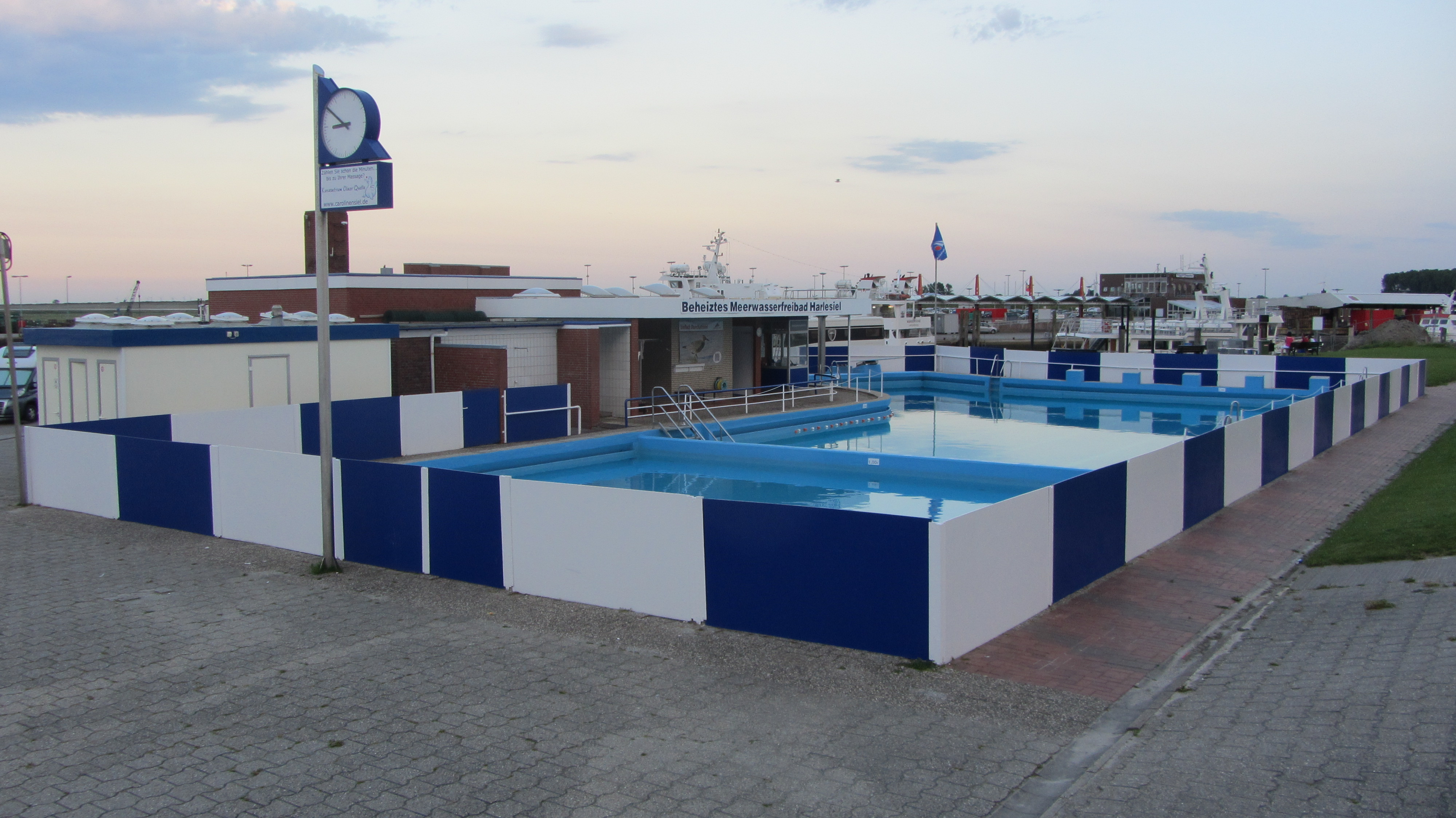
Meeresfreibades Harlesiel

Das Meeresfreibad Harlesiel ist ein Freibad in Harlesiel in unmittelbarer Strandlage.

## Geschichte
Das Becken wurde 1959 gebaut. Anfangs war es für den angrenzenden Campingplatz geplant. 1968 wurde eine Ölheizung eingebaut, um das Wasser zu heizen. Als zunehmend auch Tagesgäste das Schwimmbad nutzten, wurde Eintrittsgeld genommen. Durch Sandverwehungen wurde es notwendig, das Becken durch eine Bretterwand gegen Verunreinigungen zu schützen.

## Ausstattung
Das Nichtschwimmerbecken hat die Maße 6 × 12 Meter und eine abfallende Tiefe von 30 bis 90 Zentimetern. Das Schwimmerbecken hat die Maße von 25 × 12 Metern und etwa 185 Zentimeter Tiefe. Im Osten zweigt noch ein Springerbecken ab. Neben dem Schwimmerbecken stehen auch ein Kleinkinderbecken, ein 1-Meter-Sprungbrett und ein 3-Meter-Sprungbrett zur Verfügung. Die Anlage wird mit Salzwasser betrieben.

## Lage
Das Freibad liegt unmittelbar auf der Hafenmole an der Mündung der Harle ins Wattenmeer zwischen Hafenbecken, Campingplatz, Parkplatz und dem angrenzenden Sandstrand. Östlich vom Becken verläuft die Straße zum Parkplatz und westlich der Fußgängerweg zum Strand. Wegen der unbeständigen Witterungsverhältnisse und des Tidenhubes des Meeres, wird es in den Sommermonaten von Mitte Mai bis Mitte September zur Ergänzung des Badestrandes betrieben.